# تيموثي بلير ماكلين
تيموثي بلير ماكلين هو عسكري كندي، ولد في 29 سبتمبر 1910، وتوفي في 28 يونيو 1982.